# Absolon Stumme
Absolon Stumme fue un pintor alemán del gótico tardío fallecido en 1510.

## Biografía
Stumme era probablemente de origen danés y trabajó fundamentalmente en Hamburgo. Realizó en 1499 en su taller el altar de San Lucas del retablo de la Catedral de Hamburgo que no vio terminado, por lo que a su muerte el trabajo fue acabado por Wilm Dedeke. Este retablo fue retirado en 1809 y guardado por el pintor romántico alemán Philipp Otto Runge y posteriormente redescubierto en Polonia. En 1834 fue hallado aserrado en trozos por lo que en la actualidad está siendo restaurado. Después de la Segunda Guerra Mundial, regresó de Varsovia a Alemania.

## Obras

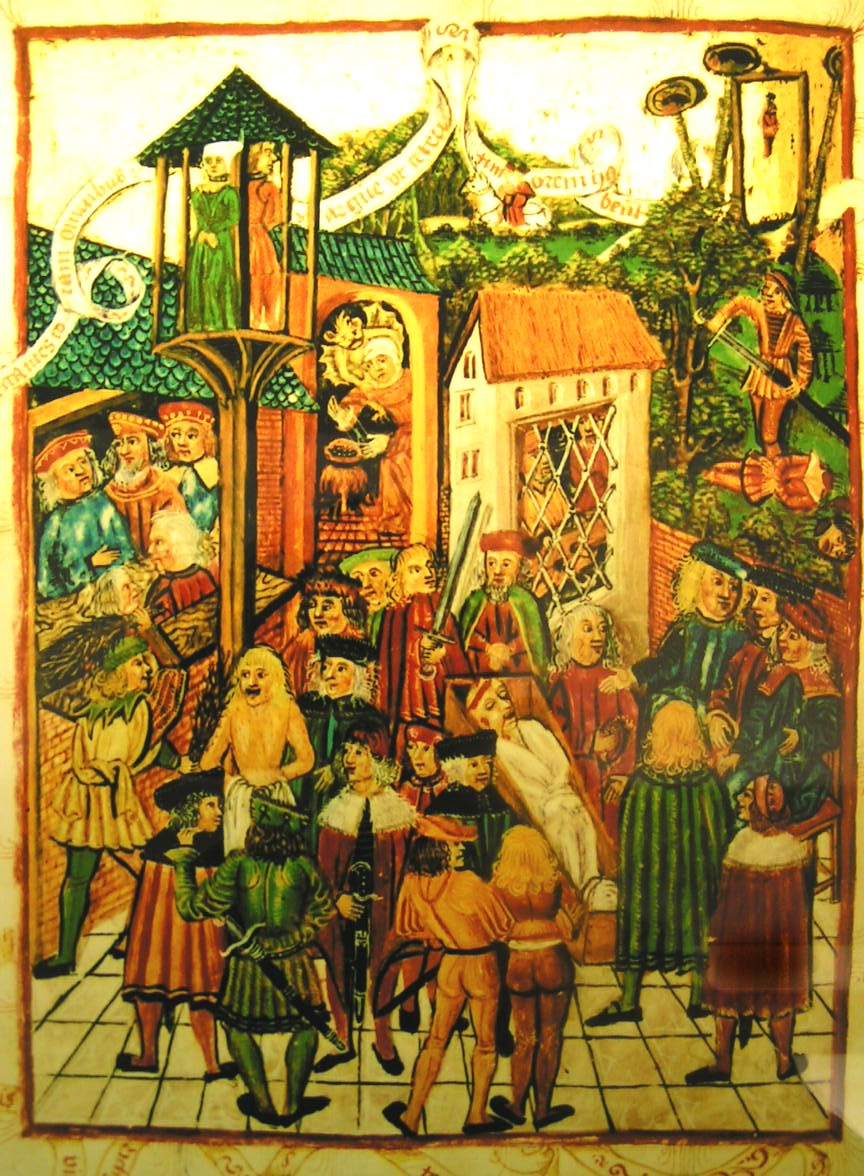
Hamburger Stadtrecht, cerca de 1479.

A Stumme han sido atribuidas las siguientes obras:
- Ascensión de Elías, St. Annen-Museum
- El Árbol de Jesé,
- Lamentación, St. Annen-Museum.
- Presentación en el templo.[1]